# Gwiazdozbiór Centaura
Centaur (łac. Centaurus, dop. Centauri, skrót Cen) – gwiazdozbiór nieba południowego, znany już w starożytności i dziewiąty co do powierzchni. W Polsce praktycznie niewidoczny, niektóre gwiazdy wschodzą zaledwie kilka stopni ponad horyzont. W całości widoczny na południe od równoleżnika 22° N. Liczba gwiazd dostrzegalnych nieuzbrojonym okiem: około 150.

## Mity i legendy
Gwiazdozbiór symbolizuje centaura – mitycznego pół człowieka, pół konia. W opowieściach Greków centaury tworzyły prymitywne, dzikie plemię, które nierzadko porywało ludzi i łatwo się upijało. Na niebie znalazł się nieśmiertelny Chiron, najmądrzejszy z centaurów. Uznawano go również za najbardziej cywilizowanego osobnika tego gatunku. Był synem Kronosa, króla tytanów i morskiej nimfy Filyry. Był nauczycielem wielu znanych postaci, między innymi Jazona, Heraklesa, Achillesa. Jego najzdolniejszym uczniem był syn Apolla, Asklepios, który został najlepszym uzdrowicielem starożytnego świata. Został uwieczniony wśród gwiazd, przez Zeusa po tym, jak Herakles przypadkowo uśmiercił go zatrutą strzałą (podczas wykonywania czwartej pracy). Cierpiał z bólu tak mocno, że wybrał śmierć, przenosząc swoją nieśmiertelność na Prometeusza.

## Gwiazdy
Centaur to wielka konstelacja, a jej gwiazdy całkiem przekonywająco odwzorowują centaura, który owija przednie i tylne nogi wokół Krzyża Południa. Alfa i Beta Centauri są przednimi kopytami centaura, a jednocześnie wskazują Krzyż Południa.
- Gwiazda Alfa Centauri to najbliższa nam gwiazda, a w istocie układ potrójny składający się z układu podwójnego α Cen AB i trzeciego, dalekiego składnika. α Cen A (Rigil Kentaurus) to gwiazda podobna do Słońca, nieznacznie jaśniejszy i większy od niego żółty karzeł typu widmowego G2 V. Drugi składnik (α Cen B, Toliman) to nieznacznie mniejsza i słabsza od Słońca gwiazda typu widmowego K1 V. Gwiazdy w układzie α Cen AB okrążają się wzajemnie z okresem niemal 80 lat. Ze względu na wydłużoną orbitę układu gwiazd i jej orientację względem Ziemi odległość między gwiazdami zmienia się w zakresie od 1,7 do 22 sekund łuku. Trzecią gwiazdą w układzie jest Proxima Centauri, najbliższa nam gwiazda po Słońcu. Jest to czerwony karzeł o masie zaledwie 12% masy Słońca, świecący blisko 600 razy słabiej. Proxima oddaje większość promieniowania w świetle podczerwonym. Na niebie znajduje się 2,2 stopnia na południowy zachód od α Cen.
- Kolejna gwiazda – Beta Centauri nosi nazwę Hadar, co znaczy po arabsku grunt lub też ziemia. Przez duży teleskop obok Beta Centauri A zobaczymy składnik 4 jasności oznaczony Beta Centauri B. Nie wiadomo czy układ ten jest wizualnie, czy fizycznie podwójny. Sama Beta Centauri A jest układem podwójnym identycznych gwiazd okrążających się wzajemnie z okresem 357 dni po orbicie eliptycznej. Każda z gwiazd ma masę blisko 15 mas Słońca.
- Poza Alfa i Beta Centauri w gwiazdozbiorze znajduje się siedem kolejnych gwiazd o jasności poniżej 3m.

## Inne obiekty
Konstelacja Centaura obfituje w wiele ciekawych obiektów.
- Wokół gwiazdy Lambda Centauri rozciąga się gromada IC 2944 o jasności 3,13m, w której łatwo dostrzec poszczególne gwiazdy.
- Najbardziej znanym a zarazem spektakularnym obiektem w Centaurze jest gromada kulista Omega Centauri (NGC 5139) o jasności 3,3m. Jest tak jasna, że bez problemu da się ją zobaczyć gołym okiem, a już najlepiej za pomocą większego teleskopu. Jest to najjaśniejsza gromada tego typu na całym nocnym niebie. Zgodnie z systemem nazewnictwa ciał niebieskich litery greckie zarezerwowane były dla gwiazd. Nazwa „Omega” sugeruje, iż gromadę uważano pierwotnie za pojedynczą gwiazdę. By ją znaleźć, należy wykreślić linię od Hadar na północ ku Epsilonowi Centaura i ją przedłużyć[1].
- Galaktyka spiralna NGC 4622 położona obok gwiazdy Eta (η) Centauri ma nietypowy kształt ramion. Najpewniej powstały one w wyniku zderzenia NGC 4622 z mniejszą galaktyką. To ciało niebieskie ma jasność zaledwie 12,6m.
- Na linii łączącej ε Cen i ζ Cen, obok gwiazdy M Cen znajduje się gromada kulista NGC 5286. Ma jasność 7,4m i jest dość zwarta.
- Kolejnym znanym obiektem jest galaktyka aktywna Centaurus A (NGC 5128), położona około 2 stopnie na południe od gwiazdy ι Cen. Ta szczególna galaktyka soczewkowata połączyła się niedawno z galaktyką spiralną, zawierającą dużo pyłu, co spowodowało jej zadziwiający wygląd[1]. Jest to jedna z najbliższych radiogalaktyk, znajdująca się w odległości szacowanej na 10 do 16 milionów lat świetlnych. Obserwacje rentgenowskie pozwoliły wykryć dżety materii poruszające się z prędkościami relatywistycznymi. Jasność tej galaktyki wynosi 6,8m.
- Słabszy obiekt to galaktyka spiralna NGC 4945 położona blisko pary gwiazd ξ1 i ξ2. Rozmiarami jest podobna do Drogi Mlecznej, leży w odległości 11,7 milionów lat świetlnych i ma jasność 9,3m.
- Na południu konstelacji, tuż obok gwiazdy λ Cen, znajduje się niepozorna Gromada Perłowa. Ten obiekt został po raz pierwszy skatalogowany w roku 1752 przez Nicolasa de Lacaille. Zawiera kilkadziesiąt mocno zgrupowanych młodych gwiazd znajdujących się w odległości około 5,5 tysięcy lat świetlnych. Jasność widoma wynosi 5,3m.